# Åksjöskogens naturreservat
Åksjöskogens naturreservat är ett naturreservat i Norrköpings kommun i Östergötlands län.
Området är naturskyddat sedan 2020 och är 59 hektar stort. Reservatet ligger på Kolmården sydväst om Åksjön och består av gammal tall på magra hällmarkerna och grova gammelgranar däromkring.